# Антон Ковальов
Антон Ковальов (4 березня 1992, Харків, Україна) — канадський шахіст українського походження, гросмейстер. На початку спортивної кар'єри виступав за збірну Аргентини.

## Біографічні відомості
Народився 4 березня 1992 року в Харкові. 2000 року його родина переїхала до Аргентини. Гру в шахи опановував під керівництвом тренерів  Пабла Рікарді і Оскара Панно.
2004 року став переможцем Панамериканського чемпіонату (у віковій групі до 12 років). За цей успіх отримав звання майстра ФІДЕ. В наступні роки брав участь у декількох міжнародних турнірах, їздив до Європи. 2007 його присвоно звання міжнародного майстра. Того ж року родина Ковальових стала проживати в канадському Монреалі.
У чемпіонаті Аргентини-2008 поділив 1-3 місця і в складі збірної взяв участь у 38-й шаховій олімпіаді. На з'їзді FIDE, що відбувся під час змагань, йому було присвоєно звання гросмейстера.
У 2009 році став переможцем іноваційного чемпіонату Квебека. У наступні три роки — чемпіон Квебеку серед юніорів (2010, 2011 та 2012).
З 2013 року входить до рейтингу ФІДЕ як представник Канади. У серпні 2014 року грав першим номером за збірну Канади на 41-й шаховій олімпіаді. Набрав 7 очок з 11 можливих (+ 4–1 = 6) і його рейтинг ефективності досяг 2670 балів. У цей час переїздить на навчання до Техаського університету (місто Даллас).
На чемпіонаті Америки 2015 року набрав 8 очок з 11 і здобув право участі у Кубку світу, що відбувся восени того року в Баку. У перших двох етапах здобув перемоги над Рустамом Касімджановим і Сандро Марекою, а в третьому раунді — поступився Фабіано Каруані.
У травні 2016 року грав на чемпіонаті Америки у Сан-Сальвадорі і кваліфікувався на наступний Кубок світу.
У вересні 2016 року виступав на 42-й шаховій олімпіаді. За збірну Канади грав на другій дошці і набрав 8 очок з 10 (+6–0 =4; рейтинг результативності 2852). Серед других номерів збірних кращий рейтинг мав лише росіянин Володимир Крамник (2903).
Кубок світу-2017 проходив у Тбілісі. У першому раунді Антон Ковальов переміг Варужана Акопяна, а в другому створив сенсацію — вибив з подальшої боротьби 15-го чемпіона світу Вішванатана Ананда. На чотири гри перших двох раундів Ковальов приходив одягненний у шортах і це не викликало заперечень. Перед першою грою третього етапу з Максимом Родштейном арбітр змагань зробив йому зауважання за зовнішній вигляд. До нього приєднався організатор турніру і президент Європейського шахового союзу Зураб Азмайпарашвілі, який почав ображати шахіста і натякнув на майбутні санкції з боку ФІДЕ. Сам Ковальов озвучив ситуацію наступним чином: 
|  | Він був дуже агресивний, став кричати. Крім того, що кілька разів пригрозив мені штрафом від ФІДЕ, він став расово ображати мене, використовуючи слово «циган» |

Антон Ковальов залишив ігрову зону і через 15 хвилин його була зарахована поразка. Канадська федерації вимагала від ФІДЕ покарання для Азмайпарашвілі, на захист шахіста стала Асоціація шахових професіоналів. Ця історія викликала дискурсію в шахових колах, бо в правилах зазначено лише, що на змаганнях шахісти мають мати пристойний вигляд. 
Станом на 2017 рік здобуває ступінь магістра комп'ютерних наук у Техаському університеті Далласа.

## Зміни рейтингу
| На цьому місці має відображатися графік чи діаграма, однак з технічних причин його відображення наразі вимкнено. Будь ласка, не видаляйте код, який викликає це повідомлення. Розробники вже працюють для того, щоби відновити штатне функціонування цього графіка або діаграми. | |
| | На цьому місці має відображатися графік чи діаграма, однак з технічних причин його відображення наразі вимкнено. Будь ласка, не видаляйте код, який викликає це повідомлення. Розробники вже працюють для того, щоби відновити штатне функціонування цього графіка або діаграми. |